# Operazione Black Thunder
Operazione Black Thunder ("Tuono Nero") è il nome dato a due operazioni militari che ebbero luogo in India alla fine degli anni ottanta per debellare gli ultimi estremisti Sikh nell'Akal Takht.
Come l'operazione Blue Star, l'attacco fu sferrato contro i militanti khalistani che stavano usando il Tempio d'Oro ad Amritsar, nel Punjab, come base. La più importante operazione Black Thunder ebbe luogo il 30 aprile 1986. I commando dell'NSG (National Security Guards, Guardie di Sicurezza Nazionale: le forze speciali antiterrorismo) fecero irruzione nel Tempio d'Oro. 
L'operazione Black Thunder II (a volte chiamata semplicemente "operazione Black Thunder") iniziò invece il 12 maggio 1988 ad Amritsar e terminò con la resa dei militanti il 18 maggio.